# Philica
Philica – brytyjskie czasopismo naukowe dostępne w Internecie na zasadach open access powstałe w 2006.
Czasopismo dopuszcza artykuły z dowolnych dziedzin naukowych i w przeciwieństwie do tradycyjnych publikacji działających w modelu klasycznych recenzji naukowych, stosuje do ich ewaluacji zasady dynamicznych recenzji otwartych.
Twórcy czasopisma odnoszą się krytycznie do zamkniętego charakteru tradycyjnych czasopism naukowych, który w ich opinii obciążony jest nierzetelnością związaną z systemem anonimowych recenzji naukowych. W modelu proponowanym przez Philicę, recenzje publikowane są razem z artykułem naukowym.